# 21 West Street
21 West Street, también conocido como Le Rivage Apartments, es un edificio de 33 pisos ubicado en el distrito financiero del Lower Manhattan  en Nueva York, en Morris Street entre West Street y Washington Street. Fue construido entre 1929 y 1931 como un desarrollo especulativo de torres de oficinas en previsión de una mayor demanda de espacio para oficinas en la zona. Se convirtió en un edificio de apartamentos en 1997 y pasó a llamarse Le Rivage.
Tiene un diseño art déco con muchos acabados arquitectónicos lujosos y una serie de retranqueos que se estrechan en los pisos superiores. Fue diseñado por el estudio de arquitectura Starrett & van Vleck, que al mismo tiempo diseñó el adyacente Downtown Athletic Club. 21 West Street fue incluido en el Registro Nacional de Lugares Históricos en 1999 y designado como un hito de la ciudad por la Comisión de Preservación de Monumentos Históricos de la Ciudad de Nueva York en 1998.

## Sitio
21 West Street se encuentra cerca del punto más al sur de la isla de Manhattan, hacia su costa occidental. El edificio está delimitado por West Street al oeste, Morris Street al norte y Washington Street y la entrada del túnel Brooklyn-Battery al este. Es adyacente al edificio del Downtown Athletic Club en 18-20 West Street hacia el sur,  que también ocupa toda la cuadra entre las calles West y Washington. El lote tiene un frente de 23 m en cada una de las calles West y Washington, y 55 m en Morris Street, cubriendo un área total de 1254 m² .
El edificio se encuentra en un terreno de relleno a lo largo de la orilla del río North (un nombre arcaico para la parte más al sur del Hudson). El vecindario circundante, el distrito financiero, fue la primera parte de Manhattan que se desarrolló como parte de Nueva Holanda y más tarde de la ciudad de Nueva York; el crecimiento de su población llevó a los funcionarios de la ciudad a agregar tierras en la costa de Manhattan mediante el relleno y la recuperación de tierras en los siglos XVIII y XIX. Como la costa del North River era más profunda y tenía una concentración más densa de edificios que la del East River, la tierra debajo de 21 West Street no se llenó hasta 1835, cuando los escombros del Gran Incendio de New York fueron arrojada allí. Por esta razón, 21 West Street se construyó sin sótano, lo que era "una característica decididamente rara" en los edificios de Nueva York, de ahí la necesidad de importar vapor y electricidad. El sitio de 21 West Street fue ocupado por primera vez por pequeños propietarios que construyeron casas en el área. El vecindario circundante se convirtió en un centro financiero y de envíos a fines del siglo XIX; a medida que el distrito financiero se densificó, los terratenientes residenciales se trasladaron a la parte alta de la ciudad y sus antiguas tierras se combinaron para construir edificios comerciales más grandes.

## Diseño

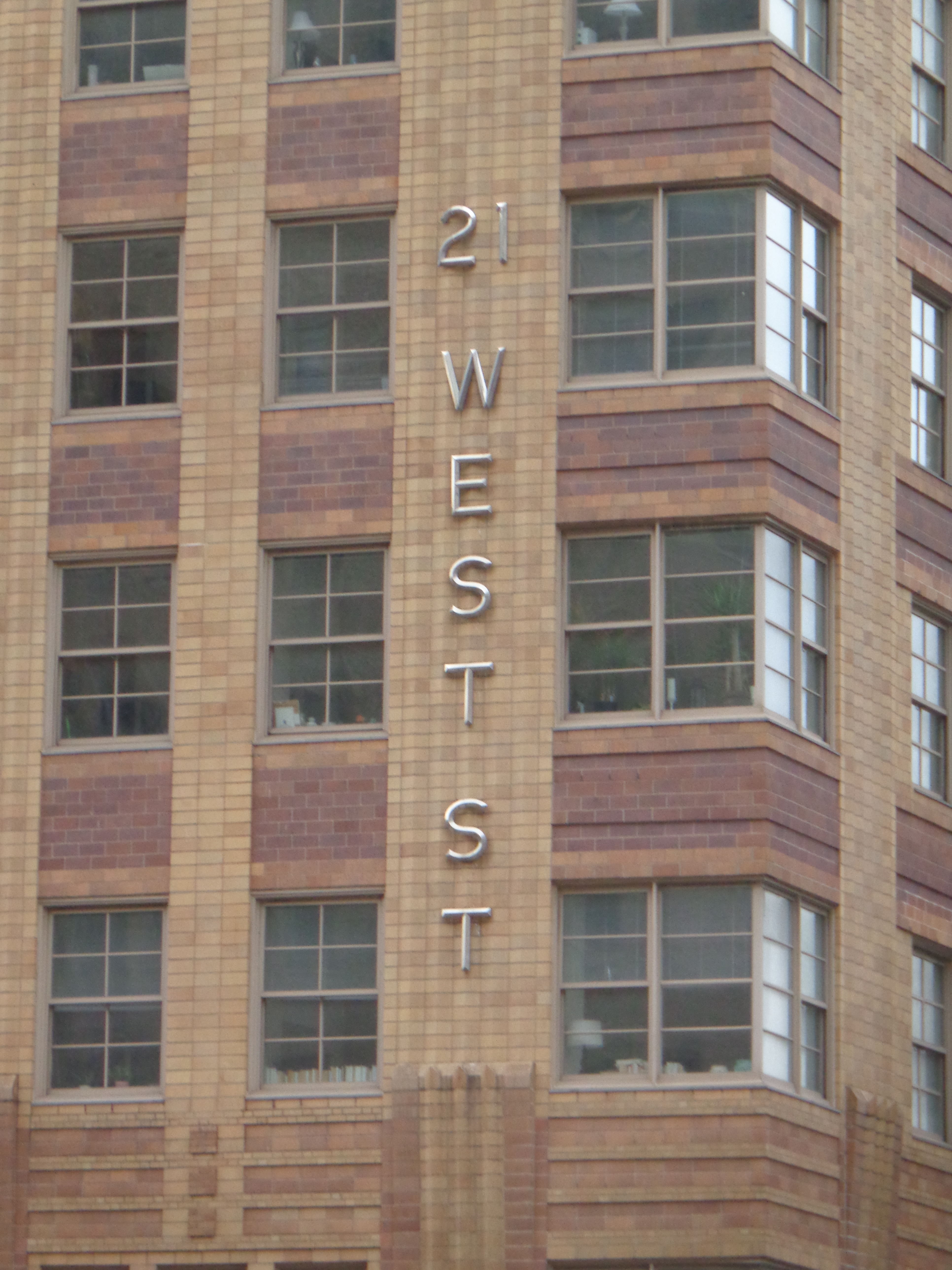
Detalle de la fachada que muestra las ventanas de esquina a la derecha

21 West Street tiene 31 pisos de altura.  Fue diseñado en estilo art déco por Starrett & van Vleck, quienes al mismo tiempo diseñaron el edificio adyacente del Downtown Athletic Club. Starrett & van Vleck ya habían diseñado varios grandes almacenes de la ciudad de Nueva York, incluido el Lord & Taylor Building, el Bloomingdale's y el Saks Fifth Avenue.

### Formulario
El edificio tiene una galería en la planta baja que sobresale de gran parte de la acera de Morris Street, lo que da la impresión de que los peatones han sido transportados dentro del edificio. Hay numerosos escaparates debajo de la galería, así como la entrada al vestíbulo del edificio.
Según lo ordenado por la Resolución de Zonificación de 1916, el diseño de 21 West Street presenta seis retranqueos, creando la impresión de que el edificio se estrecha a medida que asciende. Estos están ubicados en Washington Street sobre los pisos 10 y 16, en las esquinas noroeste y noreste sobre el piso 21 y en todos los lados sobre los pisos 26, 29 y 30.

### Fachada
La fachada de 21 West Street fue diseñada con ladrillo moldeado y de gran tamaño "para enfatizar las líneas estructurales y enriquecer la textura de los materiales". Se utilizaron ladrillos y terracota en tonos rojos, naranjas y amarillos, una característica de diseño influenciada por el plan de Harvey Wiley Corbett para los apartamentos principales en el Upper West Side de Manhattan. Por ejemplo, los pilares verticales de color marrón claro resaltan la dimensión vertical del edificio, mientras que otros patrones de ladrillo dan la impresión de una "piel", incluidas las líneas horizontales de las enjutas entre los pisos. En cada retroceso y en los tres niveles inferiores, los parapetos tienen varios diseños de ladrillo moldeado para dar textura superficial al exterior del edificio. La fachada sur se esconde detrás del edificio Downtown Athletic Club hacia el sur.
Las esquinas del edificio estaban equipadas con ventanas que rodeaban el borde en un ángulo de 90 grados, en lugar de columnas estructurales como se había proporcionado en edificios anteriores, por lo que 21 West Street posiblemente sea el primer edificio comercial en Estados Unidos en tener una equinas en las ventanas.  Antes de la construcción de 21 West Street, las ventanas de esquina solo se habían utilizado en estructuras residenciales.

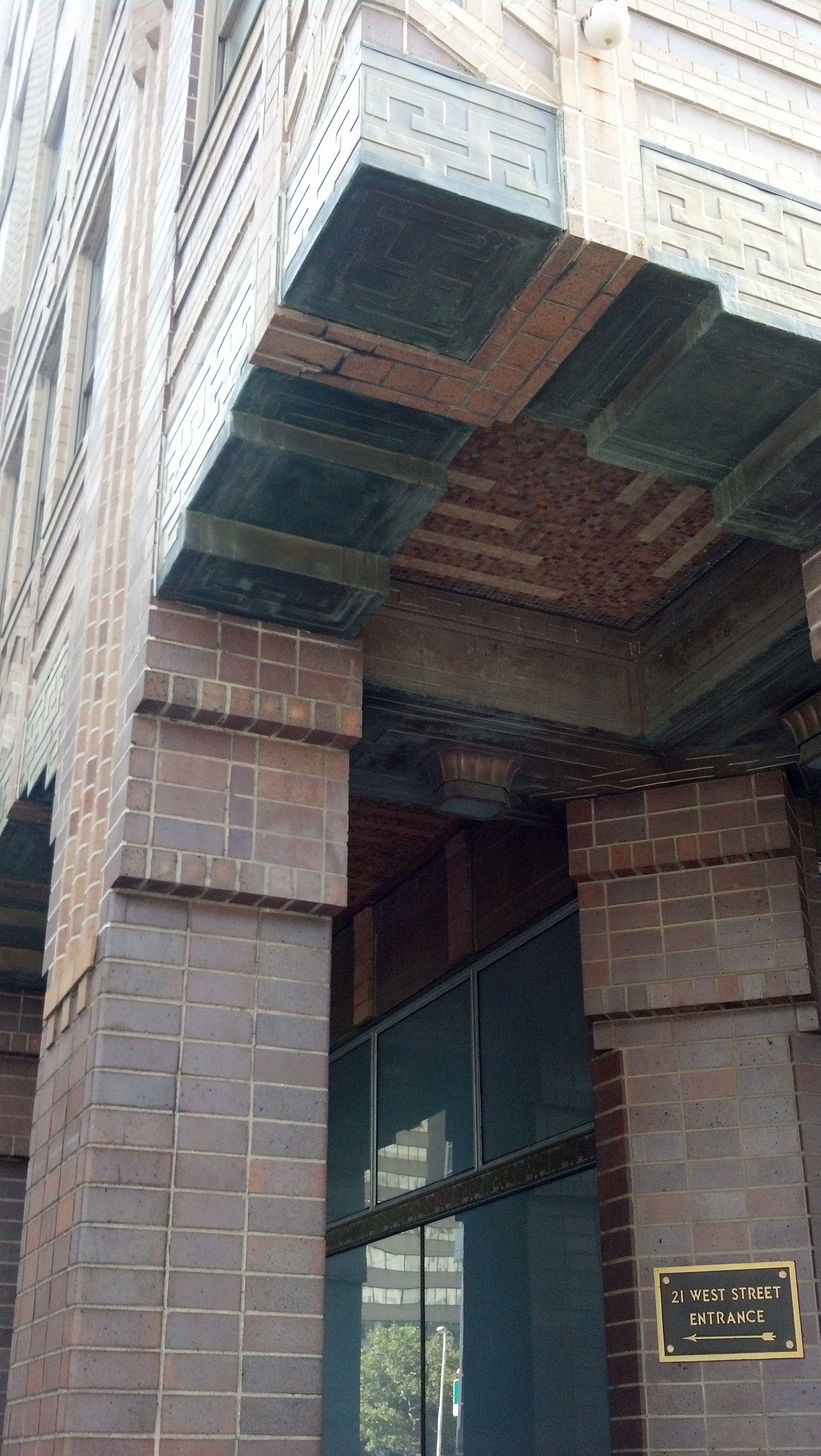
Parte inferior de una de las esquinas, frente a la galería en Morris Street

A pesar de su dirección, la entrada principal de 21 West Street está en el centro de la fachada de Morris Street, debajo de la galería de un piso, que incluye diez tramos a nivel del suelo en este lado del edificio y tiene mosaicos multicolores en el techo. La galería, los escaparates y la entrada principal contienen obras de metal decorativas pintadas en tonos plateados y dorados, que se extienden hacia el interior, descritas por el Servicio de Parques Nacionales como "una característica de diseño inusual". Los muelles y muros interiores de la galería están equipados con paneles de bronce e instalaciones de iluminación. Los arcos de la arcada consisten principalmente en ladrillos escalonados, a excepción del quinto tramo de Washington Street, que es un arco cuadrado con marco de mármol que conduce a la entrada principal. Las enjutas sobre la galería están texturizadas en un diseño de chevron (en forma de V) con ladrillo marrón y morado. La galería continúa en forma reducida en las fachadas West y Washington Street, cada una con cinco tramos de ancho.
Por encima de la planta baja, cada piso de 21 West Street generalmente contiene dos ventanas de acero laminado por tramo, con ventanas en las esquinas, cada una de estas ventanas tiene cuatro paneles, dos a cada lado. Una excepción a esto es el segundo piso, que tiene tres ventanas por tramo, también con ventanas en las esquinas; las tramos del segundo piso están separadas por pilares de ladrillo morado y marrón. Debajo de los retranqueos en los pisos 21 y 26, las esquinas que dan a Morris Street se reemplazan con un único tramo chaflanado

### Características
AQl construir 21 West Street como un desarrollo especulativo en previsión de la creciente demanda de espacio para oficinas en el bajo Manhattan, los desarrolladores del edificio buscaban atraer inquilinos potenciales a través del diseño único de la estructura. Cuando se construyó, 21 West Street incluyó ascensores de alta velocidad y otras innovaciones "para contribuir a la comodidad y conveniencia de sus inquilinos". Un lobby de 1 1⁄2 pisos de altura, está ubicado en el lado norte de la planta baja, uniendo a los dos bancos de ascensores. El vestíbulo tiene un colorido mosaico de mármol en el suelo, que representa la antigua cuadrícula de calles del bajo Manhattan en un estilo similar al mapa de un marinero. Hay instalaciones de iluminación de bronce cerca de los bancos de ascensores, decoradas con motivos de ondas y conchas.
Desde su conversión en un edificio de apartamentos, el interior de 21 West Street ha incluido una terraza en el piso 34, un área de juegos para niños y un gimnasio. Las habitaciones fueron creadas a partir de antiguos espacios de oficinas; por ejemplo, el área de juego antes era un vestuario.

## Historia
La construcción de 21 West Street se produjo cuando el distrito financiero se estaba ampliando como área comercial. La construcción de las líneas ferroviarias elevadas de Interborough Rapid Transit Company, y más tarde el metro de Nueva York, había estimulado la reubicación de la población residencial del área en la parte alta de la ciudad a fines del siglo XIX y principios del XX; las viviendas que se desarrollaron en los bordes del distrito financiero estaban siendo demolidas y reemplazadas por edificios de oficinas.
El edificio era propiedad de 21 West Street Corporation, que tenía estrechos vínculos con la industria marítima a lo largo del río Hudson. Fue desarrollado por el ingeniero civil Alfred Rheinstein. El trabajo en la estructura comenzó en 1929, los cimientos se habían colocado en abril de 1930, y el trabajo de construcción se completó en 1931. Los agentes inmobiliarios William A. White & Sons fueron contratados para alquilar el espacio en 21 West Street. Después de la finalización del edificio, los propietarios identificaron inquilinos en las industrias marítima y naviera, incluidos abogados, empresas de transporte y empresas de importación / exportación asociadas con el sector. Además, la firma de arquitectura naval Gibbs & Cox tuvo su sede en el edificio durante más de 30 años. Otros inquilinos tempranos incluyeron el consulado peruano en la ciudad de Nueva York, Moran Towing and Transportation Company, Shepard Steamship Company, y Hedger Transportation Corporation. Hacia 1950 se modificó la entrada principal y se instaló un sistema de calefacción, ventilación y aire acondicionado.
En 1997, la empresa de gestión y desarrollo residencial, Rose Associates, anunció planes para convertir 21 West Street en un edificio de apartamentos de 293 unidades llamado Le Rivage. Sería el primer proyecto de la empresa en 10 años y su primer proyecto en Manhattan debajo de la calle 8. El edificio fue designado un hito de la ciudad por la Comisión de Preservación de Monumentos Históricos de la Ciudad de Nueva York en 1998, y fue incluido en el Registro Nacional de Lugares Históricos del Servicio de Parques Nacionales al año siguiente, en el cual fue inscrito en el registro. que 21 West Street había estado "abandonada durante más de una década". Cuando el edificio resultó dañado por el huracán Sandy en 2012, los alquileres de los residentes se redujeron temporalmente. Las unidades residenciales en 21 West Street se renovaron parcialmente en 2014.